# سيدي مهيوس
سيدي مهيوس، أو سيدي امهيوس هي قرية في شرق ليبيا. تقع شرق قرية المليطانية الواقعة ما بين المرج، والأبيار.